# Musau
Musau ist eine Gemeinde mit 382 Einwohnern (Stand 1. Jänner 2025) im Bezirk Reutte in Tirol (Österreich). Die Gemeinde liegt im Gerichtsbezirk Reutte.

## Geographie

### Lage
Musau liegt auf der westlichen Seite einer beckenartigen Erweiterung des Lechs nördlich von Reutte. Das Siedlungsgebiet erstreckt sich über mehrere Ortsteile (Brandtstatt Saba, Roßschläg, Leite, Platte, Hofstatt, Riedle, Höllmühle).

### Ortsteile
Die Gemeinde teilt sich in die Ortsteile Platte, Riedle, Hofstatt, Leite, Saba, Brandstatt, Höllmühle und Rosschläg.

### Nachbargemeinden
|              | Vils                                        | Pinswang   |
| Grän         | Kompassrose, die auf Nachbargemeinden zeigt | Pflach     |
| Nesselwängle | Wängle                                      | Lechaschau |

## Geschichte
Erstmals erwähnt wurde Musau im Jahr 1218 als „Mosseowe“. Die Herren von Hohenegg hoben an der Straße nach Vils einen Straßenzoll ein, gegen den die Augsburger und Nürnberger Kaufleute 1449 vergeblich Beschwerde erhoben. Im 16. Jahrhundert wird bereits eine Brücke über den Lech erwähnt. Die heutige Ulrichsbrücke wurde 1914 erbaut. Seit dem Bau der Umfahrungsstraße dient diese Brücke als Radweg.
Im Jahr 1816 kam Musau zu Tirol. 1861 wurden die Füssener Hanfwerke gegründet, die auch Frauen beschäftigten. Daneben boten die Holzbottich-Erzeugung und der Abbau von Eisenvitriol Verdienstmöglichkeiten. Nach dem Zweiten Weltkrieg war die Landwirtschaft der wichtigste Wirtschaftszweig.

### Bevölkerungsentwicklung

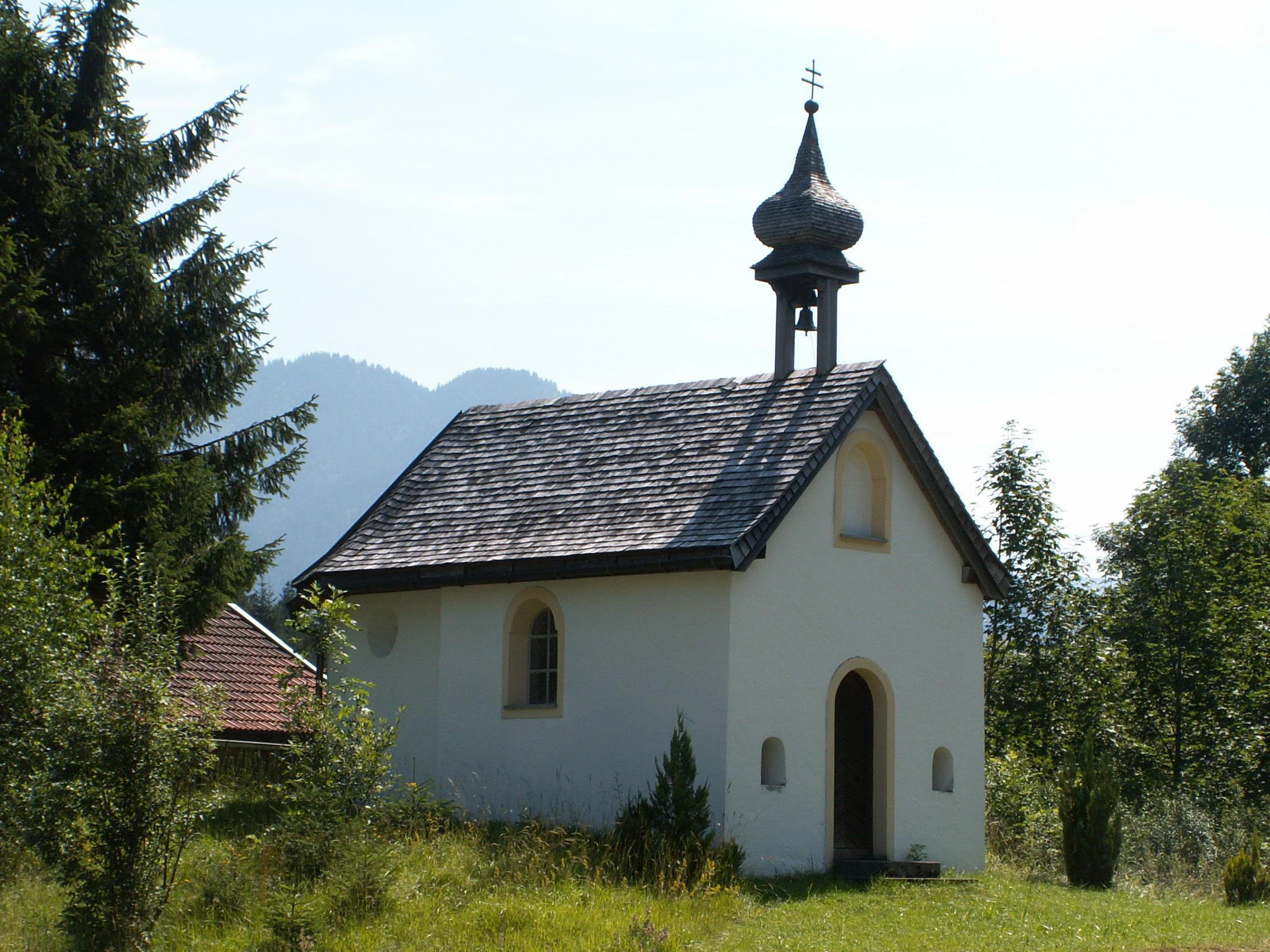
Kapelle Maria Heimsuchung

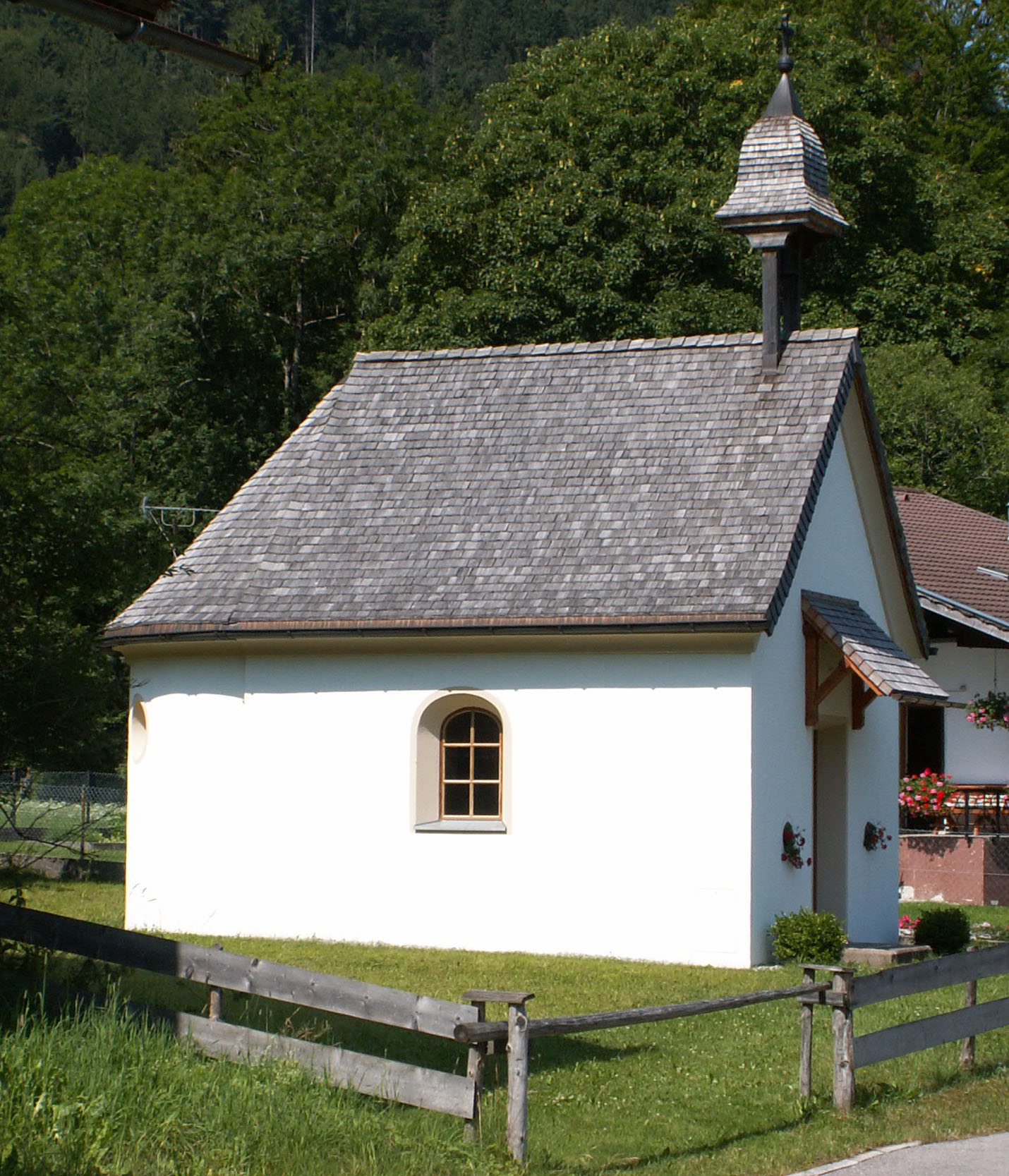
Kapelle in der Brandstatt

| Musau: Einwohnerzahlen von 1869 bis 2024            | Musau: Einwohnerzahlen von 1869 bis 2024 | Musau: Einwohnerzahlen von 1869 bis 2024 | Musau: Einwohnerzahlen von 1869 bis 2024 | Musau: Einwohnerzahlen von 1869 bis 2024 |
| --------------------------------------------------- | ---------------------------------------- | ---------------------------------------- | ---------------------------------------- | ---------------------------------------- |
| Jahr                                                |                                          |                                          |                                          | Einwohner                                |
| 1869                                                | 1869                                     |                                          | 213                                      | 213                                      |
| 1880                                                | 1880                                     |                                          | 212                                      | 212                                      |
| 1890                                                | 1890                                     |                                          | 197                                      | 197                                      |
| 1900                                                | 1900                                     |                                          | 225                                      | 225                                      |
| 1910                                                | 1910                                     |                                          | 226                                      | 226                                      |
| 1923                                                | 1923                                     |                                          | 214                                      | 214                                      |
| 1934                                                | 1934                                     |                                          | 206                                      | 206                                      |
| 1939                                                | 1939                                     |                                          | 206                                      | 206                                      |
| 1951                                                | 1951                                     |                                          | 208                                      | 208                                      |
| 1961                                                | 1961                                     |                                          | 226                                      | 226                                      |
| 1971                                                | 1971                                     |                                          | 271                                      | 271                                      |
| 1981                                                | 1981                                     |                                          | 328                                      | 328                                      |
| 1991                                                | 1991                                     |                                          | 329                                      | 329                                      |
| 2001                                                | 2001                                     |                                          | 374                                      | 374                                      |
| 2011                                                | 2011                                     |                                          | 395                                      | 395                                      |
| 2021                                                | 2021                                     |                                          | 387                                      | 387                                      |
| 2024                                                | 2024                                     |                                          | 391                                      | 391                                      |
| Quelle(n): Statistik Austria, Gebietsstand 1.1.2021 |                                          |                                          |                                          |                                          |

## Kultur und Sehenswürdigkeiten
- Kapelle Maria Heimsuchung
- Kapelle Brandstatt

## Wirtschaft und Infrastruktur

### Wirtschaftssektoren
Von den zwanzig land- und forstwirtschaftlichen Betrieben wurde einer im Haupterwerb, vierzehn im Nebenerwerb und fünf von juristischen Personen geführt. Diese fünf bewirtschafteten über neunzig Prozent der Flächen (Stand 2010). Im Jahr 2011 gab es 28 Arbeitsplätze in Musau, fünf in der Landwirtschaft, zwölf im Produktionssektor und zwanzig im Dienstleistungssektor.

### Berufspendler
Von den fast 200 Erwerbstätigen, die 2011 in Musau wohnten, pendelten fast neunzig Prozent aus, nur vierzehn Prozent arbeiteten in der Gemeinde.

### Verkehr

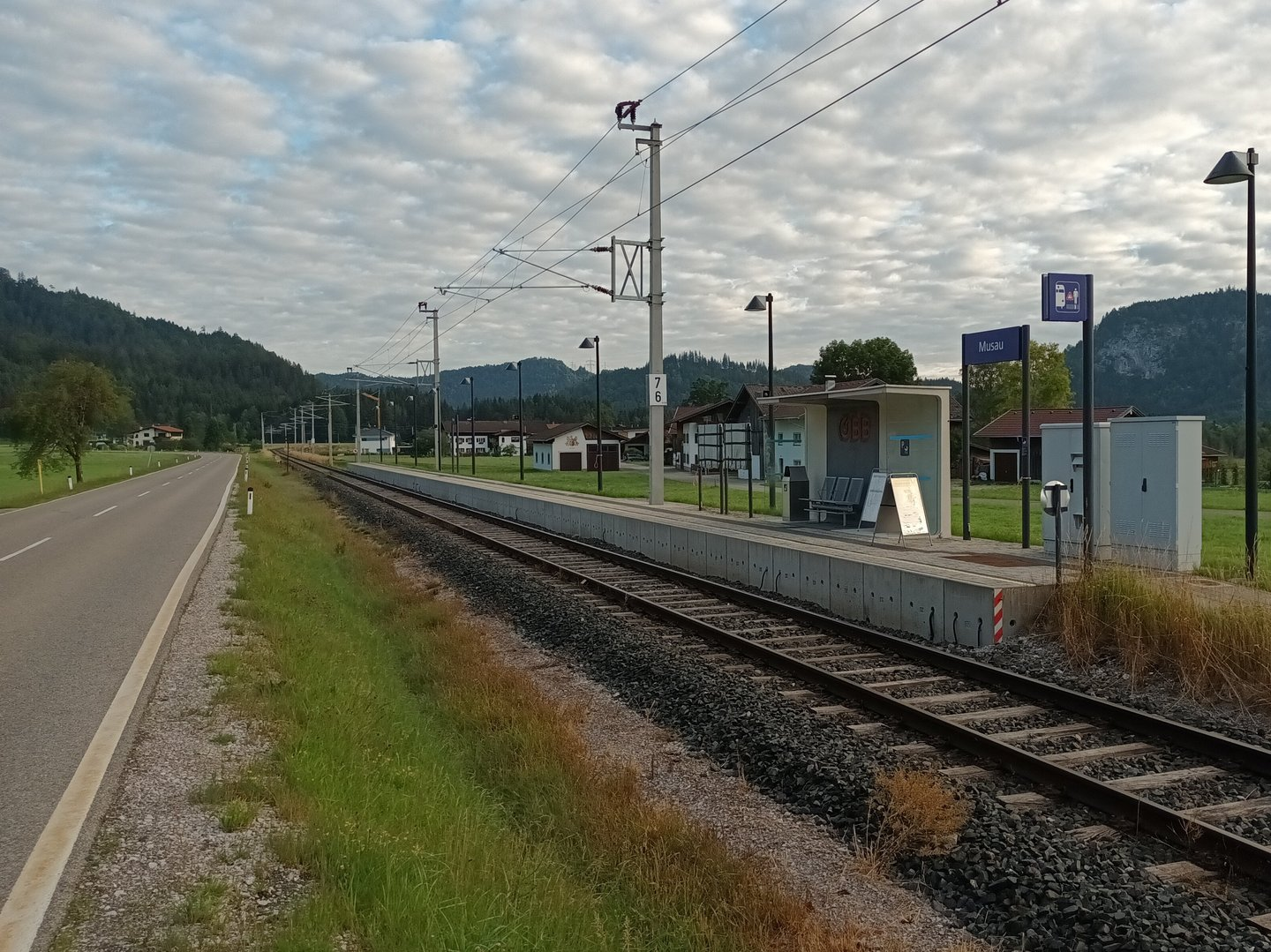
Haltestelle Musau

- Eisenbahn: Im Gemeindegebiet liegen die Haltestellen Musau und Ulrichsbrücke-Füssen der Außerfernbahn.
- Straße: Durch den Nordosten des Gemeindegebietes verläuft die Fernpassstraße B179.
- Rad: Musau liegt am Fernradweg, der als Via Claudia Augusta entlang einer gleichnamigen antiken Römerstraße verläuft.

## Politik

### Gemeinderat
Für das Wahljahr 2022 wurde kein Wahlvorschlag eingebracht, sodass der Gemeinderat weiter bestehen blieb.
| Partei          | 2024    | 2024    | 2022             | 2022             | 2016             | 2016             | 2010             | 2010             |
| Partei          | Prozent | Mandate | Prozent          | Mandate          | Prozent          | Mandate          | Prozent          | Mandate          |
| --------------- | ------- | ------- | ---------------- | ---------------- | ---------------- | ---------------- | ---------------- | ---------------- |
| Wir für Musau   | 71      | 8       |                  |                  | 100              | 11               | 100              | 11               |
| Musau gestalten | 29      | 3       | nicht kandidiert | nicht kandidiert | nicht kandidiert | nicht kandidiert | nicht kandidiert | nicht kandidiert |

### Bürgermeister
Bürgermeisterin von Musau ist Christine Tschol, die nach der Bürgermeisterwahl vom 25. Februar 2024 die Nachfolge von Sieghard Wachter angetreten hat.

### Gemeindewappen
Die Farben rot und weiß im Hintergrund leitet sich von den Tiroler Landesfarben ab. Der schwarze Drache mit Magnusstab basiert auf dem Wappen des Füssener Stifts Magnus, das gerichts- und grundhoheitliche Rechte besaß.

## Persönlichkeiten

### Söhne und Töchter der Gemeinde
- Tharsitius Senner (1895–1985), Franziskaner, Bischof von Cochabamba 1951–1965
- Josef Zotz (1902–1941), römisch-katholischer Priester und Widerstandskämpfer gegen das NS-Regime